# 行動党
行動党（こうどうとう、イタリア語: Partito d'Azione、略称: PdA）は、かつて存在したイタリアの中道左派政党である。

## 概説
ジュゼッペ・マッツィーニによって1853年に設立され、1867年に解党された旧行動党にちなんで命名された。1942年6月に再結党され、ファシスト政権崩壊後は、キリスト教民主党、イタリア共産党、プロレタリア統一イタリア社会党、労働民主党、イタリア自由党と共に、国民解放委員会の一員となった。1945年6月に、労働民主党のイヴァノエ・ボノミに代わって、党代表のフェルッチョ・パッリが首相に就任したが、政権内をまとめることに失敗し、わずか6ヶ月程で辞任した。その後は衰退し、多くがイタリア社会党とイタリア共和党に流れて消滅した。